# Platygaster striatitergitis
Platygaster striatitergitis är en stekelart som beskrevs av Peter Neerup Buhl 1995. Platygaster striatitergitis ingår i släktet Platygaster och familjen gallmyggesteklar. Inga underarter finns listade i Catalogue of Life.